# Rigidoporus incurvus
Rigidoporus incurvus är en svampart som först beskrevs av Berk. ex Cooke, och fick sitt nu gällande namn av Leif Ryvarden 1988. Rigidoporus incurvus ingår i släktet Rigidoporus och familjen Meripilaceae.   Inga underarter finns listade i Catalogue of Life.